# Guido Ruffa
Guido Ruffa (Torino, 16 gennaio 1956) è un attore italiano.
Dal 1999 al 2015 ha interpretato Lupo Lucio nella Melevisione, mentre dal 2008 al 2015 è stato voce e movimento di vari personaggi nel programma È domenica papà.

## Biografia
Ha studiato con Augusto Boal, musica e ritmo con Karl Potter, e la commedia dell'arte e le sue maschere con Paul Andre Sagel. La sua attività professionale come attore comincia già nel 1981 con la compagnia Assemblea Teatro, con la quale divide il cammino fino al 1993.
La sua versatilità ha fatto sì che spaziasse con buon successo nell'ambito artistico: da presentatore a produttore, da cabarettista a regista, da autore di testi a organizzatore di manifestazioni, a speaker radiofonico.
Numerose sono anche le sue presenze a trasmissioni televisive radiofoniche e cinematografiche. Partecipa anche ai film Donna d'ombra e Portami via, vincitore del Festival di Venezia nel 1994, per la miglior sceneggiatura. Inoltre ha partecipato nel 2000 a qualche puntata di Baldini e Simoni. Nel 1994 e nel 2004 ha diretto due cortometraggi. Ha partecipato tra il 2000 e il 2007 a vari eventi di direzione di doppiaggio e varie fiction come R.I.S. - Delitti imperfetti e L'uomo che rubò la Gioconda. Ha condotto qualche programma radiofonico nel 1995 e nel 2003, e uno in particolare su una radio locale che conduce dal 2009.
A oggi recita in molte produzioni teatrali, come, nel 2024, In fuga col malloppo di Ray Cooney per la regia di Claudio Insegno, accanto a Andrea Beltramo, Carlotta Iossetti e Diego Casale. In teatro ha lavorato, tra gli altri, al fianco di Ugo Gregoretti, Arnoldo Foà e Lindsay Kemp.

## Filmografia parziale

### Cinema
- Donna d'ombra, regia di Luigi Faccini (1986)
- L'oscar dei campioni, regia di Ugo Gregoretti (1989)
- Col cuore (1996)
- Che fine han fatto gli Etruschi, regia di Emanuela Pesando – cortometraggio (2003)
- Dalla parte giusta, regia di Roberto Leoni (2005)
- 7/8 - Sette ottavi, regia di Stefano Landini (2006)
- Valzer, regia di Salvatore Maira (2007)
- Il sangue dei vinti, regia di Michele Soavi (2008)
- La cosa giusta, regia di Marco Campogiani (2008)
- Tutti intorno a Linda, regia di Barbara e Monica Sgambellone (2009)
- Cascar (2013)
- Borsalino City, regia di Enrica Viola (2015)
- L'uomo Nuovo - The Election Day, regia di Andrea Murchio – cortometraggio (2019)
- La cartolina di Elena, regia di Raffaele Androsiglio – cortometraggio (2023)

### Televisione
- Portami via, regia di Gianluca Maria Tavarelli – film TV (1994)
- Baldini e Simoni – sitcom (2000)
- L'uomo che rubò la Gioconda, regia di Fabrizio Costa – miniserie TV (2006)
- R.I.S. - Delitti imperfetti – serie TV, episodio 2x12 (2006)
- Crociera Vianello, regia di Maurizio Simonetti – film TV (2008)
- Rocco Schiavone – serie TV, episodio 1x04 (2016)

## Programmi TV
- Glu Glu (1998-1999)
- Melevisione (1999-2015)
- Cominciamo bene (2000)
- Zona franka (2001)
- È domenica papà (2009-2011)
- Parapapà (2011-2015)
- Casa Lallo (2011-2013)